# SARah (satellite)
Pour les articles homonymes, voir Sarah.
SARah est un système de renseignement militaire spatial de l'armée allemande (Bundeswehr) comprenant trois satellites de reconnaissance par radar spatial qui doivent être déployés en 2020. Cette constellation doit remplacer la série des SAR-Lupe opérationnels depuis 2006.

## Description
Deux types de satellites seront déployés : un satellite actif utilisant une antenne réseau à commande de phase et deux satellites passifs utilisant une antenne radar classique. Deux à trois fois plus lourds que la génération précédente (environ 2 tonnes), les satellites fournissent des images avec une résolution améliorée par rapport au système précédent (35-40 cm contre 1 mètre).
Les trois satellites doivent être placés sur une orbite polaire par deux vols du lanceur Falcon 9. Le coût du système complet en incluant le segment sol et 10 ans d'opérations est évalué à 800 millions d'euros.

## Historique

### Remplacement des satellites SAR-Lupe
Durant la guerre du Kosovo à la fin des années 1990, l'armée allemande se heurte aux réticences des États-Unis à partager le renseignement militaire collecté par sa constellation de satellites de reconnaissance. Tirant les leçons de ce conflit, la Bundeswehr commande et déploie entre 2006 et 2008, 5 satellites de reconnaissance radar SAR-Lupe fournissant des images caractérisées par une résolution spatiale de 1 mètre. Ce type de satellite présente l'avantage par rapport aux satellites de reconnaissance optique de pouvoir fournir des images quelles que soient l'heure et la couverture nuageuse.
En 2013, l'armée allemande passe commande d'une constellation baptisée SARah composée de trois satellites d'environ 2 tonnes destinés à remplacer les SAR-Lupe dont la durée de vie opérationnelle théorique s'achève en 2015-2017.
Les lancements des satellites sont prévus vers 2019-2020.

### Poursuite de la coopération franco-allemande
En 2002, la France et l'Allemagne ont signé l'accord dit de Schwerin conduisant à un échange capacitaire entre les deux pays. Par cet accord, la France détient des droits de programmation sur les satellites SAR-Lupe, en échange pour l'Allemagne de droits sur le système optique Helios 2. Cet accord a aussi conduit chacun des deux pays à se spécialiser : optique en France et radar en Allemagne.
Avec l'arrivée des nouvelles générations de satellites CSO et SARah, les deux pays décident de poursuivre leurs efforts en matière de coopération. En mars 2015, les ministres de la Défense déclarent leur intention d'élargir la coopération spatiale existante à ces nouveaux systèmes. Un accord est alors signé en juillet 2015, pour permettre l'entrée de l'Allemagne dans le programme CSO en cours de réalisation sous responsabilité française et l'accès de la France aux capacités du système radar SARah.
Cet accord optimise ainsi l’investissement réalisé par chaque nation :
- La France obtient des droits de programmation sur SArah.
- L'Allemagne, en finançant à hauteur de 210 millions d'euros (soit deux tiers du coût d'un satellite), permet la réalisation en commun du troisième satellite CSO, ce qui lui ouvre des droits de programmation sur l'ensemble de ce système tout en améliorant ses performances globales. En outre, par les échanges capacitaires, en offrant des droits à la France sur SARah, elle augmente les siens sur CSO.

## Segment spatial
Les satellites et les équipements des deux stations terriennes sont fournis par la société allemande OHB-System qui est déjà le principal contributeur de la génération précédente. La filiale allemande de Airbus Defence and Space fournit l'antenne réseau à commande de phase et les équipements au sol associés qui présentent la principale innovation de la constellation.

### Caractéristiques techniques
Contrairement aux satellites SAR-Lupe tous identiques, les satellites SARah sont de deux types ce qui permet d'améliorer la résolution spatiale qui est portée à 35-40 centimètres. Le segment spatial du système SARah comprend ainsi :
- Un satellite unique (SARah 1) utilisant une antenne réseau à commande de phase dont la technologie dérive de celle employée par les satellites TerraSAR-X et TanDEM-X développés par la filiale allemande de Airbus Defence and Space. Le développement de ce satellite de 2 200 kg est confiée à cette société[4].
- Deux satellites (SARah 2 et SARah 3) utilisant une antenne radar classique dérivés des SAR-Lupe. Ces satellites de 1 800 kg sont construits par OHB-System[5].

### Lancements
Les satellites doivent être placés en orbite par un lanceur américain Falcon 9 dans le cadre de vols planifiés pour 2020, plusieurs fois reportés. Le premier satellite, SARah 1 est lancé le 18 juin 2022. Les satellites SARah 2 et SARah 3 sont lancés conjointement le 24 décembre 2023. Cependant, il est révélé en 2024 que seul le premier satellite, construit par Airbus, fonctionne et que les deux derniers satellites ne fonctionnent pas, leurs antennes ne se déployant pas malgré tous les efforts menés (réinitialisation des logiciels, vibrations). L'hypothèse d'une reconstruction des exemplaires défaillants aux frais de leur constructeur OHB est évoquée,,.
| Satellite       | Date             | Lanceur  | Site de lancement | Statut du lancement | Identifiant COSPAR  |
| --------------- | ---------------- | -------- | ----------------- | ------------------- | ------------------- |
| SARah 1         | 18 juin 2022     | Falcon 9 | Vandenberg AFB    | Succès              | 2022-063A           |
| SARah 2 SARah 3 | 24 décembre 2023 | Falcon 9 | Vandenberg AFB    | Succès              | 2023-204A 2023-204B |